# Вікнянка
Вікнянка (пол. Oknianka) — гірська річка в Україні, у Тисменицькому районі Івано-Франківської області у Галичині. Права притока Дністра (басейн Чорного моря).

## Опис
Довжина річки 11 км, похил річки 9,2  м/км, площа басейну водозбору 42,8  км², найкоротша відстань між витоком і гирлом — 7,19  км, коефіцієнт звивистості річки — 1,53. Формується багатьма безіменними струмками. Річка тече на Покутті.

## Розташування
Бере початок на північно-західних схилах безіменної гори (361 м) біля села Олеша. Спочатку тече на північний захід, далі повертає на північний схід, тече через Вікняни і у селі Кутище впадає у річку Дністер.

## Цікаві факти
- У XIX столітті у верхів'ї річки було 2 водяних млина. Понад річкою стояло багато фігурних хрестів, а у селах Вікняни та Кутище існували православні церкви[4].
- Через недосконале географічне дослідження річка у Каталозі зазначена як «Без назви»[2].